# Kawasaki Ki-61
Il Kawasaki Ki-61 (川崎 キ-61?, Kawasaki ki rokujūichi) identificato anche come Aereo da caccia Tipo 3 ( 三式戦闘機?, San-shiki sentōki) e con il nome popolare   Hien (飛燕, "Rondine"), nome in codice alleato Tony, era un aereo da caccia prodotto dall'azienda giapponese Kawasaki Heavy Industries ed impiegato durante la seconda guerra mondiale.
Fu l'unico tipo di caccia nipponico ad essere equipaggiato con un propulsore in linea raffreddato a liquido, basato sullo stesso motore tedesco DB601- costruito su licenza dalla Kawasaki - che equipaggiava il Messerschmitt Bf 109 e i Macchi M.C.202 e M.C.205. Proprio la somiglianza coi caccia tedeschi e italiani confuse i primi piloti americani che incontrarono i Ki-61, in un primo momento scambiati per Bf 109. Successivamente vennero identificati come caccia italiani e proprio questa seconda identificazione spinse lo United States Department of War ad attribuirgli il nome in codice di "Tony".
Ne furono prodotti oltre 2 500: i primi entrarono in azione in Nuova Guinea nel 1943 e furono impiegati fino alla fine del conflitto.

## Storia del progetto
I giapponesi trascurarono i motori raffreddati a liquido per vari motivi, tra cui le minori tolleranze ammesse da un progetto più complesso e la possibile perdita dell'aereo in caso di danni o guasti ai radiatori (quello dell'olio era presente su tutti i motori). Inoltre, la maneggevolezza era una caratteristica scelta dai giapponesi per i duelli, e non vi era la necessità di un motore in linea perché quelli radiali erano più che sufficienti per i livelli di velocità che si raggiungevano.
Ma la Kawasaki apprezzava la ridotta resistenza aerodinamica di un motore a cilindri in linea che favoriva le prestazioni velocistiche dei caccia futuri. Così già nel 1939 acquisì la licenza del motore DB 601, estrapolandone una versione alleggerita di una trentina di kg rispetto al progetto base. Tuttavia l'alleggerimento ne indebolì la struttura, favorendo rotture e incidenti, caratteristica non certo ideale per il teatro del Pacifico e le sue grandi distese d'acqua, territori e foreste da sorvolare.
In ogni caso a quel punto, vedendo quanto i caccia con  motore a cilindri in linea fossero promettenti, anche i vertici giapponesi richiesero alle loro industrie modelli che avessero tale tipo di propulsore, e la Kawasaki fece una proposta completa, con caccia e motori propri.
La Kawasaki presentò i prototipi dell'intercettore Ki-60 e del caccia Ki-61. Il Ki-60 si rivelò poco maneggevole e non così veloce quanto si richiedeva, mentre il Ki-61 era un'ottima macchina, anche se meno armata e alla fine del 1941 si decise di passarla in produzione. Il Ki-61, ribattezzato "Hien", fu nel frattempo collaudato contro il Nakajima Ki-43 Hayabusa, un Curtiss P-40 di preda bellica e un Messerschmitt Bf 109 E acquistato dai tedeschi. Li surclassò in tutti gli aspetti, ad esclusione del Ki-43, in maneggevolezza. Questo velivolo, ancora un prototipo, raggiungeva quasi 600 km/h di velocità massima, leggero com'era (2.200 kg a vuoto), e caratterizzato da un carico alare a pieno carico inferiore a 150 kg/m².

## Tecnica
Il Ki-61, progettato dall'ing. Takeo Doi, era un caccia convenzionale, interamente metallico ad esclusione delle superfici di controllo di coda e dell'ala, intelate (per la leggerezza e maggiore elasticità). La fusoliera era slanciata, più che in qualunque altro caccia giapponese, con una parte posteriore molto più lunga di quanto si vedeva già da un anno nel Macchi M.C.202 italiano. La superficie alare era assai superiore all'italiano, 20 m², a livello di uno Spitfire o un Reggiane Re.2000. L'ala era semplice, trapezoidale, di grande apertura ed allungamento; l'apertura alare era elevata per le dimensioni dell'aereo, paragonabile a quelle degli Zero, che avevano una struttura diversa. Data l'ala di grande allungamento, la velocità di rollio era più bassa di altre macchine della classe, ma dato il peso elevato del Ki-61 di serie non vi erano altre ali adatte.
Il motore Ha-40 era nel muso con l'elica, tripala, metallica, a giri costanti, protetta da un'ogiva profilata. Sopra e dietro il motore c'era il compartimento armi, poi l'abitacolo con un parabrezza molto profilato con blindovetro, tettuccio quasi a goccia e seggiolino blindato con 13 mm di acciaio. Il serbatoio principale era dietro il pilota come nel Bf 109 (anziché davanti, come nel Macchi e nello Spitfire, il che spiega le differenti proporzioni della fusoliera); infine vi erano i piani di coda, molto ampi e trapezoidali.
Il carrello d'atterraggio era retrattile: le ali contenevano sia i suoi elementi principali che due armi, mentre il sistema di raffreddamento era sotto l'abitacolo, con un grande radiatore fisso.
Il muso dell'aereo aveva la sommità colorata di nero opaco antiriflesso, soluzione allora all'avanguardia. Il resto aveva generalmente una colorazione chiara con striature verdi, spesso aggiunte sopra la tinta da superiorità aerea originaria.

## Impiego operativo
Il Ki-61 era complessivamente la migliore macchina tra quelle equipaggiate col motore DB 601. Sebbene il Macchi 202 fosse un po' più veloce come velocità massima e di salita, il Kawasaki aveva un più basso carico alare e un'ottima armonizzazione dei comandi e soprattutto un'elevata autonomia, grazie a 550 litri di benzina (contro i 430 del Macchi), ed un migliore armamento, sebbene all'inizio fosse equipaggiato solo da due mitragliatrici da 12,7 mm e da due da 7,7 mm, come le versioni meglio armate del velivolo italiano. Combinando la quantità di carburante e la potenza di fuoco, la macchina offriva una maggiore polivalenza, a cui si aggiungeva la possibilità di usare bombe o serbatoi ausiliari praticamente come standard. In ogni caso, se il Ki-61 era il migliore, era anche l'ultimo dei caccia con il DB-601, e questo ritardo di 3 anni sui caccia tedeschi e 1 su quelli italiani non avrebbe mancato di causare problemi.
Per la fine del 1942 furono prodotti solo 33 aerei, quando ormai gli europei impiegavano il Daimler-Benz DB 605, come il Bf 109G. Il nomignolo in codice alleato era "Tony", come detto, per la somiglianza col Macchi 202.
Entrando in azione in Cina e negli arcipelaghi asiatici, il Ki-61 dimostrò pregi e difetti.
I punti di forza erano innanzitutto che in picchiata i caccia occidentali non potevano più ostentare superiorità: nessun P-40 poteva sfuggirgli. Poi il Ki-61 non tendeva a esplodere o incendiarsi, nonostante il suo grande quantitativo di carburante.
Tra gli inconvenienti v'era la manutenzione delicata: l'affidabilità del motore era molto inferiore a quella dei velivoli con motori radiali, dimostrando che le iniziali preoccupazioni giapponesi non erano infondate (a causa anche dell'alleggerimento subito dal motore): nel trasferimento in Nuova Guinea circa 20 Ki-61 andarono persi per vari inconvenienti. Questo era uno dei principali teatri di operazioni dei primi tempi di servizio dello Hien.
Gli aerei delle basi avanzate in climi tropicali soffrivano molto e il DB 601 perdonava meno del Merlin quanto a manutenzione, con i carburanti a basso numero di ottani disponibili. A parte questo, gli alleati colpirono duramente gli aeroporti giapponesi distruggendo un gran numero di aerei. Il piano giapponese d'invadere l'Australia finì col sacrificio di uomini e macchine durante il 1943-44.
In Cina le cose andarono diversamente, vista la comoda posizione tattica dei giapponesi e la vicinanza della madrepatria, che permetteva  rifornimenti di carburante e lubrificanti di qualità.
La necessità di avere armi di maggior calibro impose lo sviluppo di una mitragliera moderna calibro 20 mm in Giappone, ingrandendo la Ho-103, a sua volta copia della Browning M2 statunitense. Nel frattempo un sommergibile italiano giunse con 800 cannoncini MG 151/20 da 20 mm che furono usati per l'armamento alare nel primo lotto di caccia Ki-61. Nel 1943 furono prodotti circa 700 aerei, e l'anno dopo lo standard produttivo passò a caccia armati con il 20 mm alare. Questo aumentò il peso,  ma lo si ritenne necessario per migliorarne le prestazioni.
A quel punto il Ki-61 aveva un peso a vuoto di 2.600 kg: superava di 200 kg il Macchi e di 600 il Bf-109E, equipaggiati con gli stessi motore e armamento. La Macchi installò le MG 151/20 in un solo esemplare sperimentale del suo M.C. 202. Il fatto che esso abbia continuato ad avere un buon comportamento in volo era già notevole grazie all'ala e ai comandi, ma la carenza di potenza non era trascurabile come intercettore, specie in salita, dove era superato anche da diversi tipi di vecchi biplani da caccia, più leggeri (7 minuti per 5.000 m contro i 9 per i 6.100 con il Gloster Gladiator, per esempio).
A quel punto, nel 1944, gli avversari per quantità e qualità risultavano superiori e gli Hien, pur dotati di un armamento migliorato, non erano più sufficienti per affrontarli adeguatamente: occorreva un motore più potente, che ripristinasse almeno le prestazioni del prototipo,  più leggero di circa 400 kg. Ma lo sviluppo della versione giapponese del DB 605 fallì per l'inaffidabilità dimostrata nei primi test di volo, e il nuovo Ki-61-II non ebbe successo. Solo un centinaio di motori vennero prodotti, ma la metà venne rimandata in ditta a causa dei difetti rilevati.
Dopo che un terribile bombardamento di B-29 distrusse tale impianto, i Ki-61 non ebbero più un motore a cui affidarsi. Le cellule vennero quindi rimotorizzate con un nuovo propulsore, lo Ha-112 da 1.500 cavalli, un radiale di diametro ridotto che lo trasformò in un eccellente apparecchio, il Ki-100, considerato il miglior caccia giapponese. Pur risultando leggermente più lento del Ki-84, non soffriva di problemi di affidabilità.
I Ki-61 continuarono a combattere con grande impegno anche durante la difesa aerea del loro paese nel 1944-45, fino alla fine delle ostilità, spesso con attacchi suicidi Tai Atari. Un pilota giapponese, Teruhiko Kobayashi, fu accreditato di una dozzina di B-29 Superfortress abbattuti, due dei quali con scontri diretti. A prescindere dall'accuratezza delle vittorie dichiarate, molto maggiori dei successi effettivi, questi scontri dimostrarono come i Ki-61 potessero attaccare i B-29, nonostante le loro prestazioni ad alta quota. Dal momento che i caccia giapponesi di questo tipo erano essenzialmente diurni, gli incontri con i bombardieri americani avvenivano solo quando questi eseguivano missioni ad alta quota.
La scarsa disponibilità di carburante ridusse le ore di volo per l'addestramento dei nuovi piloti, oltre a peggiorare la qualità delle prestazioni. Alla fine della guerra, i Ki-61 e 100 erano ancora macchine capaci di combattere, certamente superiori agli Zero e Oscar, ma non abbastanza per difendere anche il territorio metropolitano. I piloti giapponesi non si diedero mai per vinti, e arrivarono anche alle azioni kamikaze per fermare l'avanzata nemica; anche se marginalmente in tali azioni vennero coinvolti i Ki-61 Hien, che si preferì usare come intercettori fino alla fine, quando ancora nel tardo agosto 1945 tentarono di abbattere uno dei pochi B-32 Dominator, il velivolo perdente del concorso vinto dal B-29, ma prodotto in pochi esemplari e usato perché era comunque migliore del suo predecessore B-24. Certamente furono usati anche nel settembre di quell'anno contro i sovietici in Asia, ma non sono noti particolari di quelle ultime azioni della seconda guerra mondiale.

## Versioni
Il Ki-61 era essenzialmente monoversione, a parte il fallimentare Ki-61-II, e le sottoversioni erano essenzialmente differenziate dal diverso armamento e dai conseguenti aumenti di peso.
- Ki-61: prototipo, due mitragliatrici Type 1 da 12,7 mm nel muso e due Type 89 da 7,7 mm nelle ali; peso tra 2.238 e 2.950 kg.
- Ki-61-ko: stesso armamento e peso, velocità massima di 590 km/h a 6.000 m, tempo di salita a 5.000 m di 6 minuti.
- Ki-61-otsu: quattro mitragliatrici Type 1 calibro 12,7 mm, peso massimo di 3.130 kg.
- Ki-61-I-KAI-hei: due cannoni Ho-3 calibro 20 mm e due da 12,7 mm nel muso. Peso a vuoto di 2.630 kg, a pieno carico arrivava a 3.470 kg (paragonabile a quella dei caccia europei con il DB-605), velocità massima 580 km/h a 5.000 m e tempo di salita a tale quota di 7 minuti.
- Ki-61-Kai-tei: due cannoni calibro 30 mm antibombardiere: non ebbe successo a causa dei pesi elevati.
- Ki-61-II-KAI: motore Kawasaki Ha-140 da 1.400 cavalli, 610 km/h e 6 minuti per raggiungere i 6.000 metri. In origine aveva anche una nuova ala di 22 m², ma a causa di inaspettati problemi nel comportamento in volo si ritornò a quella precedente, peraltro con notevole successo.
- Kawasaki Ki-100 Hien: ulteriore evoluzione con un motore ancora diverso, ritornando ad affidarsi ad un radiale, che rese possibile sfruttare la struttura della macchina, fondamentalmente adatta a ricevere maggiore potenza. La velocità non aumentò di molto, a causa della maggiore resistenza aerodinamica, ma migliorarono le altre qualità, inclusa la maneggevolezza e la salita.

## Utilizzatori
Repubblica di Cina
- Chung-Hua Min-Kuo K'ung-Chün

 Cina

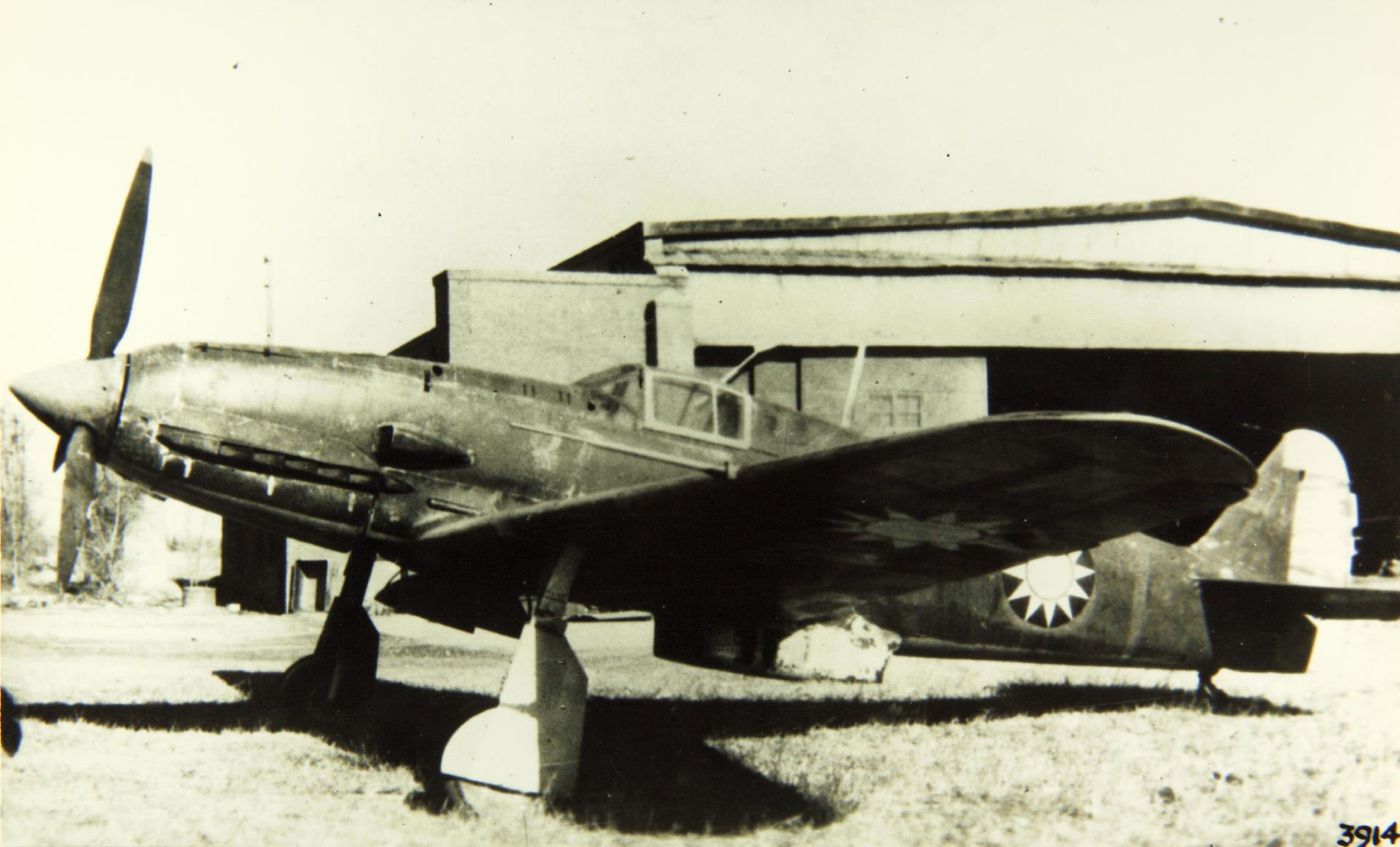
Un Ki-61 con le insegne della cinese Chung-Hua Min-Kuo K'ung-Chün.

- Zhongguo Renmin Jiefangjun Haijun Hangkongbing

 Giappone
- Dai-Nippon Teikoku Rikugun Kōkū Hombu

 Indonesia
- Angkatan Udara Republik Indonesia

## Cultura di massa
- In ambito videoludico, il Ki-61 compare tre i velivoli nella serie di RTS Man of War.[5]
- In ambito dei giochi da tavolo, il Ki-61-I-KAI-hei è presente tra le miniature ufficiali del gioco da tavola Wings of War (nella versione della Seconda guerra mondiale).